# كأس فرنسا 1968–69
كأس فرنسا 1968–69 (بالفرنسية: Coupe de France de football 1968-1969)‏ هو موسم من كأس فرنسا. أشرف على تنظيمه اتحاد فرنسا لكرة القدم، وفاز فيه أولمبيك مارسيليا.